# Димитър Владков
Димитър Иванов Владков е български офицер, полковник от пехотата, командир на рота от 23-ти пехотен шипченски полк през Първата световна война (1915 – 1918) и командир на 8-а пехотна тунджанска дивизия (1944) през Втората световна война (1941 – 1945).

## Биография
Димитър Владков е роден на 31 март 1891 г. в Казанлък, Княжество България. През 1915 г. завършва 35-и Рилски випуск на Военното на Негово Величество училище и на 25 август е произведен в чин подпоручик и взема участие в Първата световна война (1915 – 1918). По време на войната служи като командир на рота от 23-ти пехотен шипченски полк, като на 30 май 1917 е произведен в чин поручик.
След войната на 1 май 1920 г. произведен в чин капитан. От началото на военната си кариера до 1928 година служи последователно във Военно полицейска секция на Министерството на войната, Сливенската дружина и 18-и пограничен участък. През 1929 г. е назначен на служба в 23-ти пехотен шипченски полк, след което от 1930 г. е на служба в 24-ти пехотен черноморски полк и на 15 май същата година е произведен в чин майор.
На 26 август 1934 г. е произведен в чин подполковник, а през 1938 г. е назначен за командир на 30-и пехотен шейновски полк, на която служба е до 1941 година, като на 3 октомври 1938 г. е произведен в чин полковник. През 1941 г. полковник Владков е назначен за командир на 23-ти пехотен шипченски полк, а от 1943 г. служи като заместник-командир на 8-а дивизионна област. На 14 май 1944 е назначен за командир на 8-а пехотна тунджанска дивизия, на която длъжност е до 10 юни 1944 година. Същата година е назначен на служба в 14-а пехотна вардарска дивизия, а по-късно през 1944 година е уволнен от служба.

## Семейство
Полковник Димитър Владков е женен и има 3 деца.

## Военни звания
- Подпоручик (25 август 1915)
- Поручик (30 май 1917)
- Капитан (1 май 1920)
- Майор (15 май 1930)
- Подполковник (26 август 1934)
- Полковник (3 октомври 1938)

## Образование
- Военно на Негово Величество училище (до 1915)